# Pokyn obecné povahy
Pokyn obecné povahy (obvykle označovaný zkratkou POP) je vnitřní předpis, který vydává nejvyšší státní zástupce. Jejich účelem je sjednocení a usměrnění postupu státních zástupců při výkonu působnosti státního zastupitelství nebo k zajištění jednotné vnitřní organizace státního zastupitelství a jednotného výkonu spisové služby. Lze je dělit na trestní, netrestní a správní, řeší většinou jen procesní otázky a jsou publikovány ve Sbírce instrukcí a sdělení Ministerstva spravedlnosti. 
Jakožto interní normativní předpis není pokyn obecné povahy pramenem práva, není tedy závazný pro každého. Je ale závazný pro všechny státní zástupce a pokud je to nejvyšším státním zástupce stanoveno, tak i pro další zaměstnance státních zastupitelství. Jejich porušení proto může vyvolat kárnou odpovědnost.